# David Serrano de la Peña
David Serrano de la Peña (Madrid, 1975) és un director i guionista de cinema espanyol. És parella de l'actriu argentina Luz Cipriota,
Director, productor, autor, adaptador i guionista de cinema, televisió, teatre i teatre musical. En cinema ha escrit els guions de la pel·lícula El otro lado de la cama i de la seva seqüela Los dos lados de la cama. De la primera, que va ser vista a Espanya per dos milions vuit-cents mil espectadors, es va realitzar un remake a França, On va s'aimer, es prepara en l'actualitat una versió a l'Argentina i un altre a Mèxic i es va adaptar a teatre en 2004. L'obra de teatre ha estat estrenada a Espanya, l'Argentina (on va ser vista per més de tres-cents trenta mil espectadors), a Mèxic, França, Itàlia i es preparen les seves estrenes a Xile, Paraguai i Panamà. La seva primera pel·lícula com a director i guionista de cinema va ser Días de fútbol, un dels majors èxits de taquilla del cinema espanyol amb més de dos milions set-cents mil espectadors i que li va valer la nominació com a Director Novel als Premis Goya. També ha dirigit i escrit les pel·lícules Días de cine, Una hora más en Canarias, Tenemos que hablar (escrita amb Diego San José) i Voy a pasármelo bien, l'estrena de la qual es produirà en l'estiu de 2022. Com a productor associat ha treballat en les pel·lícules Gente de mala calidad i Pagafantas. Com a guionista va estrenar el 2016 la pel·lícula El pregón.
En televisió ha dirigit els primers quatre capítols de la primera temporada de la sèrie Vota Juan, protagonitzada per Javier Cámara.
En teatre musical és autor del llibret de Hoy no me puedo levantar, estrenada dues vegades a Espanya, on va ser vista per més de tres milions d'espectadors. També és autor amb Daniel Sánchez Arévalo i Fernando Castets d' Enamorados anónimos, dirigida per Blanca Li i Javier Limón, i ha escrit (amb Fernando Castets i Diego San José) Más de 100 mentiras, musical que també va dirigir tant a Espanya (2011) com a l'Argentina (2013). A l'octubre de 2017 va estrenar com a director i adaptador la versió espanyola del musical Billy Elliot, a més de supervisar l'escola que es va obrir per a la formació dels més de setanta nenes i nens que van estrenar el musical. Billy Elliot s'ha convertit en un dels majors èxits dels últims anys a Espanya, convertint-se, juntament amb Hoy no me puedo levantar i El rey león, en els únics tres musicals que han aconseguit mantenir-se a Madrid almenys tres temporades consecutives. També ha realitzat, juntament amb el seu germà Alejandro, l'adaptació en espanyol de West Side Story, estrenada a Madrid a l'octubre de 2018, i que ha estat triada per MTI com la versió oficial en castellà per a tothom. A més, és autor de l'adaptació a teatre musical de Pantaleón y las Visitadoras, lla novel·la de Mario Vargas Llosa, estrenada a Lima al maig de 2019. Actualment prepara una nova versió de Grease, que serà interpretada per adolescents i l'estrena de les quals es produirà a l'octubre de 2021, i també del musical Matilda, sent l'adaptador, juntament amb el seu germà Alejandro, i el director de les dues funcions. Per als dos muntatges s'han obert sengles escoles de formació en la qual més de cent noies i nois es prepararan durant any i mig per a les estrenes dels dos musicals.
En teatre ha dirigit, adaptat i coproduït les obres El hombre almohada, Los hijos, Metamorfosis, estrenada en el Festival de teatre de Mèrida en 2019 i que es va convertir en l'obra més vista en les 65 edicions del festival, Port Arthur, Los universos paralelos, Dos más dos (codirigida amb Maite Pérez Astorga), Cartas de amor, Buena gente, Lluvia constante, La Venus de las pieles i Agonía y éxtasis de Steve Jobs. Ha dirigit Los asquerosos, basada en la novel·la de Santiago Lorenzo, i ha escrit les adaptacions de les obres Días de vino y rosas, Elling, Tierra del fuego, La mentira, Bajo terapia, Entre ella y yo i Perfectos desconocidos (escrita amb Dani Guzmán), la versió dels quals es va estrenar al Perú i a Mèxic en 2019. A més, ha col·laborat en la producció de diverses obres més, entre les quals es poden destacar ¿Quién es el señor Smith?, dirigida per Sergio Peris Mencheta i Closer, dirigida per Mariano Barroso. La seva adaptació de Dos más dos ha estat estrenada a Mèxic, on porta actualment més de tres anys en cartell, al Perú, on va fer dues temporades, i a Panamà.

## Filmografia com a director i guionista
- El primerizo - curt (1993)
- Piel canela - curt (1995)
- Días de fútbol (2003)
- Días de cine (2007)
- Una hora más en Canarias (2010)
- Tenemos que hablar (2016)
- Voy a pasármelo bien (2021)

## Filmografia com a guionista
- El otro lado de la cama (2001)
- Los 2 lados de la cama (2005)
- El pregón (2016)

## Teatre com a director
- Más de cien mentiras (2011)
- Agonía y éxito de Steve Jobs (2012)
- Más de cien mentiras muntatge a Buenos Aires (2013)
- La venus de las pieles (2014)
- Lluvia constante (2014)
- Buena gente (2015)
- Cartas de amor (2016)
- Dos más dos codirigida amb Maite Pérez Astorga (2017)
- Los universos paralelos (Rabbit Hole) (2017)
- Billy Elliot (2017)
- Port Arthur (2019)
- Metamorfosis (2019)
- Los hijos (2019)
- Los aquerosos (2020)
- El hombre almohada (2021)
- Grease (2021)
- Matilda (2022)

## Teatre musical com a autor
- Hoy no me puedo levantar (2004)
- Enamorados anónimos (2008)
- Más de cien mentiras (2011)
- Pantaleón y las Visitadoras (2019)